# Herb Wybrzeża Kości Słoniowej

Herb Wybrzeża Kości Słoniowej

Herb w latach 2001–2011

Herb Wybrzeża Kości Słoniowej w obecnej formie przyjęty został w 2011 roku i jest identyczny z herbem używanym w latach 1964–2000. 

## Opis
Zgodnie z Dekretem herb składa się z 6 elementów: srebrnej głowy słonia, wschodzącego słońca, 2 palm, tarczy herbowej (jej kolor zmieniał się), wstęgi i napisu na niej. W centralnej części zielonej tarczy herbowej znajduje się srebrna głowa słonia afrykańskiego. Nad tarczą umieszczono wschodzące słońce, które jest symbolem nowego początku. Na dole umieszczona jest złota wstęga z nazwą państwa w języku francuskim.

## Historia
Herb Wybrzeża Kości Słoniowej został ustanowiony Dekretem nr 64-237 z 26 czerwca 1964 roku, który zmienił dekret nr 60-78 z dnia 8 lutego 1960 roku. Artykuł drugi podaje opis herbu i wymienia sześć elementów z których składa się herb. 
W latach 2000–2001 tarcza herbowa oraz wstęga miały kolory flagi państwowej – zielony, srebrny i pomarańczowy. W latach 2001–2011 tarcza herbowa miała kolor złoty.